# Глоерт, Германн
Германн Глоерт (англ. Hermann Glauert, в отечественной научной и учебной газодинамической литературе практически исключительно применяется форма Глауэрт, 4 октября 1892, Шеффилд, Йоркшир — 6 августа 1934, Фарнборо, Гэмпшир) — британский учёный, специалист в области аэродинамики, до своей гибели в 1934 году — научный директор Королевского авиационного центра в Фарнборо, член Лондонского королевского общества.

## Биография
Родился в семье промышленника — эмигранта из Германии Луиса Глауерта. С отличием окончил школу Короля Эдуарда VII, учился в Тринити-колледже в Кембридже.
Глауэрт известен работами в области аэродинамики, в частности, в 1928 году первым опубликовал работу, содержащую формулу, названную впоследствии «формулой Прандтля — Глауэрта».
Трагически погиб в 1934 году, попав под дерево, вырванное ветром.

## Труды
- Глауэрт Г. Основы теории крыльев и винта. — М.—Л.: ГНТИ, 1931. — 164 с.